# Hetereleotris zonata
Hetereleotris zonata es una especie de peces de la familia de los Gobiidae en el orden de los Perciformes.

## Morfología
Los machos pueden llegar a alcanzar los 6,5 cm de longitud total.

## Distribución geográfica
Se encuentra en  Arabia Saudita, Pakistán, India, Sudáfrica, Mauricio y, probablemente también, en las Seychelles.

## Observaciones
Es inofensivo para los humanos.